# 东昌街道
东昌街道，是中华人民共和国吉林省通化市东昌区下辖的一个乡镇级行政单位。

## 行政区划
东昌街道下辖以下地区：
清真社区、富通社区、球场社区和佟江社区。